# Universitetspædagogik
Universitetspædagogik betegner den form for pædagogik, der praktiseres ved de højere videregående uddannelser (universiteter og handelshøjskoler). Et særligt kendetegn for universitetspædagogik er kombinationen mellem forskning og læring: forskningsbaseret undervisning.
I Danmark findes en række centre spredt rundt på de danske universiteter, der arbejder med universitetspædagogik.
Dansk Universitetspædagogisk Netværk (DUN) startede i 1994 som en græsrodsbevægelse blandt universitetsfolk, og har siden da været et centralt omdrejningspunkt for udviklingen af universitetspædagogikken i Danmark.